# Stubaital
Stubaital är en dal i Österrike.   Den ligger i förbundslandet Tyrolen, i den västra delen av landet, 400 km väster om huvudstaden Wien.
Trakten runt Stubaital består i huvudsak av gräsmarker. Runt Stubaital är det ganska tätbefolkat, med 80 invånare per kvadratkilometer.